# Thomisus bidentatus
Thomisus bidentatus là một loài nhện trong họ Thomisidae.
Loài này thuộc chi Thomisus. Thomisus bidentatus được Wladislaus Kulczynski miêu tả năm 1901.